# Top of the Lake - Il mistero del lago
Top of the Lake - Il mistero del lago (Top of the Lake) è una serie televisiva di produzione australo-britannica-neozelandese ideata e scritta da Jane Campion e Gerard Lee.
La serie è stata prodotta da See-Saw Films e Screen Australia per due stagioni (la seconda con il sottotitolo China Girl) mandate in onda rispettivamente nel 2013 e nel 2017. Campion ha diretto alcuni episodi sia della prima che della seconda stagione; nella prima si è alternata con Garth Davis, mentre nella seconda con Ariel Kleiman. La protagonista della serie è la detective Robin Griffin, interpretata da Elisabeth Moss.

## Episodi
| Stagione         | Episodi | Prima TV USA | Prima TV Italia |
| ---------------- | ------- | ------------ | --------------- |
| Prima stagione   | 7 / 6   | 2013         | 2014            |
| Seconda stagione | 6       | 2017         | inedita         |

## Personaggi e interpreti

### Protagonisti
- Robin Griffin (st.1-2), interpretata da Elisabeth Moss e doppiata da Domitilla D'Amico.
Una detective di Sydney specializzata in crimini a sfondo sessuale. Quando torna al suo remoto paese natale neozelandese, Laketop, Robin investiga sulla scomparsa della dodicenne incinta Tui Mitcham. Questo caso tocca nel profondo Robin, poiché la particolare empatia provata è basata su un terribile evento accaduto quando era quindicenne, quando infatti è stata vittima di uno stupro di gruppo da cui è rimasta incinta, decidendo poi di dare la neonata in adozione.
Quattro anni dopo, tornata a Sydney per riprendere in mano la sua vita, Robin è ancora traumatizzata dagli eventi di Laketop e fatica a lasciarseli alle spalle. L'indagine per scoprire l'identità di una ragazza non identificata trovata morta a Bondi Beach (momentaneamente soprannominata China Girl) la porta nei recessi oscuri della città e nei segreti che custodisce dentro di sé. Nel frattempo, Robin rintraccia la figlia Mary.
- Al Parker (st.1, guest st.2), interpretato da David Wenham e doppiato da Massimo Rossi.
Un sergente detective che gestisce anche un bar a Queenstown, dove ai giovani disagiati viene offerta una seconda occasione, e che collabora con Robin nel caso di Tui. Apparentemente onesto e ligio al dovere, nel prosieguo delle indagini si scoprirà che invece è il mediatore di una cerchia di pedofili ai quali offre il seminterrato di casa sua per stuprare i ragazzini dopo averli sedati.
Quattro anni dopo Parker, rimasto sulla sedia a rotelle dopo che Robin gli ha sparato, e dopo aver accettato di testimoniare in cambio dell'immunità, intenta una causa civile contro la detective sostenendo che lo sparo è dovuto a motivi personali. Durante un incontro privato con Robin, prima dichiara di amarla, ma al suo rifiuto tenta di stuprarla e soffocarla, venendo fermato dalla sicurezza.
- Matt Mitcham (st.1), interpretato da Peter Mullan e doppiato da Gerolamo Alchieri.
Uomo scozzese e capofamiglia dei Mitcham. È il capo informale dei Laketop, temuto dai cittadini, ma con una vita interiore complessa. È l'ex proprietario di un appezzamento di terra chiamato Paradise.
- Johnno Mitcham (st.1, guest st.2), interpretato da Thomas M. Wright (st.1) e Mark Leonard Winter (guest st.2).
Il figlio maschio più giovane di Matt, fratellastro di Luke, Mark e Tui, e il fidanzato di Robin ai tempi dell'adolescenza. Torna a Laketop dopo aver scontato otto anni nel carcere tailandese Bang Kwang per possesso di marijuana, e riallaccia la relazione con Robin. Inoltre scopre di non essere il figlio biologico di Matt.
All'inizio della seconda stagione, un flashback relativo a un mese prima rivela che Johnno si trova in carcere per possesso di droga e che è stato lasciato da Robin dopo aver scoperto che lui la tradiva.
- Tui Angel Mitcham (st.1, guest st.2), interpretata da Jacqueline Joe e doppiata da Joy Saltarelli.
Una ragazzina di 12 anni incinta che prima tenta il suicidio e poi fa perdere le sue tracce. È figlia di Matt e sorellastra minore di Johnno, Luke e Mark.
- GJ (st.1), interpretata da Holly Hunter e doppiata da Tatiana Dessi.
Una guida spirituale svizzera androgina, che arriva a Paradise con un gruppo di donne problematiche, le quali sperano che GJ e Laketop le aiutino a riscoprire se stesse.
- Alexander "Puss" Braun (st.2), interpretato da David Dencik.
Un carismatico tedesco di 42 anni, ex professore e ricercatore di storia all'università di Lipsia, e attualmente proprietario di un edificio che affitta in parte come bordello. Vede se stesso come un moderno Robin Hood impegnato in un'autentica guerra di classe. La sua relazione con Mary (che compie 18 anni un mese dopo l'inizio della seconda stagione) non viene vista di buon occhio da Robin, Pyke e Julia. Ha un carattere nichilista e profondamente contraddittorio, essendo capace sia di grande generosità quanto di meschinità.
- Pyke Edwards (st.2), interpretato da Ewen Leslie.
Padre adottivo di Mary e avvocato di successo. È un uomo di forte integrità e coraggio che elabora con calma la separazione da Julia, ed è determinato a fare tutto il necessario per stare accanto alla figlia.
- Mary Edwards (st.2), interpretata da Alice Englert.
Figlia biologica di Robin, adottata alla nascita da Pyke e Julia. Fidanzata con Puss, è una ragazza con uno scarso controllo della propria vita, cosa che la porta spesso a infilarsi in situazioni che fatica a gestire.
- Julia Edwards (st.2), interpretata da Nicole Kidman.
Prepotente madre adottiva di Mary, si è separata da Pyke dopo essersi innamorata dell'insegnante di francese della figlia, trasferendosi altrove. Ciò non ha fatto altro che esacerbare i già numerosi conflitti tra lei e Mary.
- Miranda Hilmarson (st.2), interpretata da Gwendoline Christie.
Ufficiale di polizia che diventa la partner di Robin nell'indagine riguardante China Girl. Mentre l'indagine procede, la loro collaborazione le sorprende entrambe e Miranda diventa un potente catalizzatore nello spingere Robin ad affrontare i suoi demoni interiori.

### Personaggi ricorrenti
- Luke Mitcham (st.1), interpretato da Kip Chapman e doppiato da Paolo Vivio.
Figlio di Matt, fratello di Mark. Insieme lavorano al traffico di droga gestito dal padre.
- Mark Mitcham (st.1), interpretato da Jay Ryan.
Figlio di Matt, fratello di Luke. Insieme lavorano al traffico di droga gestito dal padre.
- Jamie Dalton (st.1), interpretato da Luke Buchanan.
Amico di Tui, è omosessuale.
- Jude Griffin (st.1), interpretata da Robyn Nevin e doppiata da Graziella Polesinanti.
Madre di Robin, è malata di cancro.
- Turangi (st.1), interpretato da Calvin Tuteao e doppiato da Paolo Buglioni.
Compagno maori di Jude.
- Bob Platt (st.1), interpretato da Darren Gilshenan.
Agente immobiliare che ha venduto Paradise al gruppo di GJ.
- Caroline Platt (st.1), interpretata da Lucy Lawless e doppiata da Gilberta Crispino.
Moglie di Bob.
- Adrian Butler (st.2), interpretato da Clayton Jacobson.
Nuovo capo di Robin, ha una relazione extraconiugale con Miranda.
- Bootie (st.2), interpretata da Kym Gyngell.
Proprietario del bordello Silk 41 e marito di Dang.
- Dang (st.2), interpretata da Ling Cooper Tang.
Proprietaria del bordello Silk 41 e moglie di Bootie.
- Ray (st.2), interpretato da Geoff Morrell.
Patologo della polizia.
- Michaela (st.2), interpretata da Liv Hewson.
Amica di Mary.
- Stally (st.2), interpretato da Christiaan Van Vuuren.
Un poliziotto che corteggia insistentemente Robin.
- Brett Iles (st.2), interpretato da Lincoln Vickery.
Studente di informatica morbosamente attratto da Cinnamon (ovvero China Girl), la prostituta scomparsa dal Silk 41.
- Liam Griffin (st.2), interpretato da Kirin J. Callinan.
Fratello di Robin.
- Isadore (st.2), interpretata da Marg Downey.
Insegnante di francese di Mary e nuova compagna di Julia.

## Distribuzione
La serie è stata distribuita per la prima volta nel 2013, in occasione della 23ª edizione del Sundance Film Festival, dove è stata proiettata interamente in un formato di sette episodi della durata di circa 45 minuti ciascuno senza titoli, venendo semplicemente numerati; successivamente è stata presentata anche alla 63ª edizione del Festival internazionale del cinema di Berlino. La première televisiva statunitense è avvenuta su SundanceTV il 18 marzo, in Australia su BBC UKTV il 24 marzo e in Nuova Zelanda il 25 marzo, sempre su BBC UKTV.
La seconda stagione è stata proiettata integralmente alla 70ª edizione del Festival di Cannes, nel 2017. Nel Regno Unito ha esordito su BBC Two il 27 luglio, e l'intera stagione è stata pubblicata su BBC iPlayer subito dopo. Negli Stati Uniti è andata in onda a settembre  SundanceTV, e ogni episodio è stato reso disponibile su Hulu il giorno seguente. In Canada è stata trasmessa dal 25 ottobre 2017 su CBC Television.

### Edizione italiana
In Italia la prima stagione è stata trasmessa nel formato di sei episodi su Sky Atlantic dal 16 giugno al 21 luglio 2014. Successivamente è stata mandata in onda, in chiaro, su LaEffe nel 2015. Il doppiaggio è stato effettuato presso la Multimedia Network e la sonorizzazione da Studio1, con la direzione di Nicola Bruno e l'adattamento dei dialoghi di Fabrizio Manfredi.
Invece la seconda stagione è attualmente inedita in lingua italiana.

## Accoglienza
Top of the Lake è stata accolta positivamente sia dalla critica specializzata che dal pubblico. Sull'aggregatore Rotten Tomatoes, la prima stagione è stata promossa con il 95% e un voto medio di 8,9 su 10 basato su 40 recensioni professionali; il consenso critico recita: «Coinvolgente e profondamente suggestiva, Top of the Lake prende contenuti spigolosi e inquietanti e offre interpretazioni potenti dalle impressioni durature». La seconda stagione è stata invece promossa con il 71% e un consenso critico che recita: «Top of the Lake rimane straordinariamente idiosincratico e ambizioso nella sua seconda stagione, anche se la trama nell'arco di sei episodi non è così fitta come quella del suo predecessore». Su Metacritic ha invece ottenuto un punteggio di 81 su 100 basato su 48 recensioni, corrispondente a un’«acclamazione universale».

## Premi e riconoscimenti

### Prima stagione
- 2013 – Primetime Emmy Awards[19]
  - Migliore fotografia per una miniserie o film ad Adam Arkapaw
  - Candidatura al miglior attore non protagonista in una miniserie o film a Peter Mullan
  - Candidatura alla miglior attrice protagonista in una miniserie o film a Elisabeth Moss
  - Candidatura alla miglior regia per un film, miniserie o speciale drammatico a Jane Campion e Garth Davis
  - Candidatura al miglior montaggio video per una miniserie o film single-camera a Alexandre De Franceschi e Scott Gray
  - Candidatura alla miglior sceneggiatura per un film, miniserie o speciale drammatico a Jane Campion e Gerard Lee
  - Candidatura al miglior casting per una miniserie, film o speciale a Kirsty McGregor e Tina Cleary
  - Candidatura alla miglior miniserie o film televisivo a Emile Sherman
- 2013 – Satellite Award[20]
  - Migliore attrice in una miniserie o film per la televisione a Elisabeth Moss
  - Candidatura per la miglior miniserie o film per la televisione
  - Candidatura per il miglior attore in una miniserie o film per la televisione a Peter Mullan
- 2013 – Television Critics Association[21]
  - Candidatura per il miglior risultato in un film, miniserie o speciale
- 2014 – Golden Globe[22]
  - Migliore attrice in una mini-serie o film per la televisione a Elisabeth Moss
  - Candidatura per la miglior miniserie o film per la televisione
- 2014 – British Academy Television Craft Awards[23][24]
  - Candidatura alla miglior regia in una miniserie a Jane Campion e Garth Davis
  - Candidatura alla miglior colonna sonora televisiva a Mark Bradshaw
  - Candidatura al miglior montaggio ad Alexandre De Franceschi (episodio 6)
  - Candidatura alla miglior miniserie drammatica a Emile Sherman, Iain Canning, Jane Campion e Philippa Campbell
- 2014 – Screen Actors Guild Award[25]
  - Candidatura alla miglior attrice in un film televisivo o mini-serie a Elisabeth Moss
  - Candidatura alla miglior attrice in un film televisivo o mini-serie a Holly Hunter
- 2014 – ASTRA Awards[26]
  - Migliore attore in una miniserie a Peter Mullan
  - Candidatura alla miglior attrice in una miniserie a Elisabeth Moss
  - Candidatura al miglior attore in una miniserie a David Wenham
  - Candidatura alla miglior miniserie drammatica
- 2014 – AACTA Award[27]
  - Miglior serie drammatica  a Emile Sherman, Iain Canning, Jane Campion e Philippa Campbell
  - Migliore fotografia televisiva a Germain McMicking (episodio 5)
  - Miglior sonoro televisivo a Richard Flynn, Tony Vaccher, John Dennison, Craig Butters, Danny Longhurst e Blair Slater (episodio 5)
  - Candidatura al miglior regista televisivo a Garth Davis (episodio 5)
  - Candidatura al miglior attore non protagonista in una serie drammatica a Peter Mullan (episodio 5)
  - Candidatura alla miglior attrice non protagonista in una serie drammatica a Robyn Nevin (episodio 4)
  - Candidatura al miglior montaggio televisivo a Scott Gray (episodio 5)
  - Candidatura alla miglior colonna sonora televisiva a Mark Brashaw (episodio 5)
  - Candidatura alla miglior scenografia televisiva a Fiona Crambie (episodio 5)
  - Candidatura ai migliori costumi a Emily Seresin (episodio 5)

### Seconda stagione
- 2017 – AACTA Award[28]
  - Miglior serie drammatica a Emile Sherman, Iain Canning, Jane Campion, Philippa Campbell e Libby Sharpe
  - Miglior attrice in una serie drammatica a Elisabeth Moss
  - Miglior attore non protagonista in una serie drammatica a Ewen Leslie
  - Miglior attrice non protagonista in una serie drammatica a Nicole Kidman
  - Candidatura al miglior attore in una serie drammatica a David Dencik
  - Candidatura al miglior regista televisivo a Jane Campion (episodio 5)
  - Candidatura alla miglior fotografia televisiva a Germain McMicking (episodio 5)
  - Candidatura al miglior sonoro televisivo a Luke Mynott, David Lee e Tony Vaccher (episodio 4)
  - Candidatura alla miglior colonna sonora televisiva a Mark Bradshaw (episodio 4)
  - Candidatura alla miglior scenografia televisiva ad Annie Beauchamp (episodio 4)
  - Candidatura ai migliori costumi televisivi a Emily Seresin (episodio 4)
- 2018 – Golden Globe[29]
  - Candidatura per la miglior miniserie o film per la televisione
- 2018 – Satellite Award[30]
  - Candidatura per la miglior attrice in una mini-serie o film per la televisione a Elisabeth Moss